# Henri Bedimo
Henri Bedimo Nsame (Douala, Camerún, 4 de junio de 1984) es un exfutbolista camerunés. Jugaba de defensa y su último equipo fue el Olympique de Marsella de Francia.
El 16 de junio de 2020 anunció su retirada.

## Selección nacional
Fue internacional con la selección de fútbol de Camerún en 52 ocasiones en las que marcó un gol.

### Participaciones internacionales
| Torneo                         | Sede   | Resultado        |
| ------------------------------ | ------ | ---------------- |
| Copa Africana de Naciones 2010 | Angola | Cuartos de final |

### Participaciones en Copas del Mundo
| Mundial                        | Sede   | Resultado    |
| ------------------------------ | ------ | ------------ |
| Copa Mundial de Fútbol de 2014 | Brasil | Primera fase |

## Clubes
| Club                  | País    | Año       |
| --------------------- | ------- | --------- |
| Grenoble Foot 38      | Francia | 2002-2003 |
| Toulouse F. C.        | Francia | 2003-2006 |
| Le Havre A. C.        | Francia | 2006-2007 |
| L. B. Châteauroux     | Francia | 2007-2010 |
| R. C. Lens            | Francia | 2010-2011 |
| Montpellier H. S. C.  | Francia | 2011-2013 |
| Olympique de Lyon     | Francia | 2013-2016 |
| Olympique de Marsella | Francia | 2016-2018 |

## Palmarés

### Títulos nacionales
| Título  | Club                 | País    | Año     |
| ------- | -------------------- | ------- | ------- |
| Ligue 1 | Montpellier H. S. C. | Francia | 2011-12 |